# Mierucin (powiat sępoleński)
Mierucin – wieś w Polsce położona w województwie kujawsko-pomorskim, w powiecie sępoleńskim, w gminie Sośno.
W latach 1975–1998 miejscowość należała administracyjnie do województwa bydgoskiego. Według Narodowego Spisu Powszechnego (2011) liczyła 227 mieszkańców. Jest dziewiątą co do wielkości miejscowością gminy Sośno.